# Latrodectus thoracicus
Espèce
Latrodectus thoracicus est une espèce d'araignées aranéomorphes de la famille des Theridiidae.

## Distribution
Cette espèce se rencontre au Chili et à la frontière en Argentine vers la Patagonie.

## Description
Les mâles mesurent de 2,08 à 2,66 mm et les femelles de 10,8 à 13,1 mm.

## Taxonomie
Cette espèce a été relevée de sa synonymie avec Latrodectus mactans par Aguilera, D'Elía et Casanueva en 2009.

## Publication originale
- Nicolet, 1849 : Aracnidos. Historia física y política de Chile. Zoología, vol. 3, p. 319-543.